# Hibiscus subreniformis
Hibiscus subreniformis är en malvaväxtart som beskrevs av Burtt Davy. Hibiscus subreniformis ingår i Hibiskussläktet som ingår i familjen malvaväxter. Inga underarter finns listade i Catalogue of Life.